# Barcollo
Barcollo è un singolo dei Litfiba, secondo estratto dall'album live Stato libero di Litfiba, e secondo brano scritto dai Litfiba dopo la reunion del 2009.
È stato tratto un video musicale con la regia di Graziano Staino ispirato al film L'angelo sterminatore di Luis Buñuel.
Il brano è stato inserito nella raccolta Wind Music Awards 2011.

## Tracce
- Barcollo - 4:00